# 角抵
角抵是一种中国古代的角力游戏，又称相扑。它们主要是通过力量型的较量，用非常简单的人体相搏的方式来决出胜负。
角抵是上古时代的战争搏斗的一种手段，后来逐渐演变为一种带有一定表演成分的游戏活动。到了秦汉时期，角抵游戏已非常盛行了。
晋代角抵又称相扑。《晋书》中最早出现“相扑”一词
唐代，角抵、相扑游戏已经是盛及朝野。《旧唐书·敬宗本纪》引《续文献通考·百戏散乐》中有记载：“角力戏，壮力裸袒相搏而角胜负。每群戏毕，左右军擂大鼓而引之。”
宋代相扑又名“争交”：“角抵者，相扑之异名也，又谓之争交”
宋太祖曾制定军中以相扑决高下升迁的法则，并以相扑高手担任御前“内等子”，每逢朝廷大朝会圣节或御宴，照例用左右军相扑助兴。
相扑在宋代军中十分流行，宋朝名将韩世忠、岳飞在军中推行相扑练武，提拔相扑比赛得胜者。
现代汉语的一些方言依存在“角抵”一词，意思是指打架，尤指一对一地打架。